# Slaget vid Karkar
Slaget vid Karkar (Qarqar) var den första konfrontationen år 854 eller 853 f.Kr. mellan den assyriska armén och den arameiska staten Bit-Adini, då assyrierna drog västerut, gick över vid Eufrat vid Til-Barsip och vände sig mot staden Aleppo. Härifrån gick turen vidare i riktning mot Hama och en rad mindre städer intogs och brändes ner. Därefter drog assyrierna ner längs floden Orontes till fästningen Karkar. Man räknar med att assyrierna bara hade hälften så många stridsvagnar som den syriska koalitionen men dubbelt så många ryttare. Assyrierna lyckades erövra fästningen, men ingen av de viktiga syriska allierade underkuvades.
Det var första gången som  Israel och Juda blev direkt involverade i konflikt med Assyrien, men varken Damaskus, Samaria eller Jerusalem erövrades. Det tycks också vara det första mötet på slagfältet mellan assyriska och egyptiska soldater. Slaget skedde efter plundringen av Karkar vid Orontesfloden.

## Den kananitiska alliansen
På Kurkh stelen listas deltagarna i alliansen som stred mot Salmanassar III som följande:
- Kung Hadadezer av Aram-Damaskus (även staden Bit-Adini) med 1,200 stridsvagnar, 1,200 ryttare och 20,000 soldater.
- Kung Irhuleni av Hama med 700 stridsvagnar, 700 ryttare och 10,000 soldater.
- Kung Achav av Israel med 2,000 stridsvagnar och 10,000 soldater.
- Kungadömet Quwê-Kilikien med 500 soldater.
- Stadsstaten Masura med 1,000 soldater (debatterat, kan ha varit egypter[5])
- Kungadömet Irqanata med 10 stridsvagnar och 10,000 soldater.
- Kung Matinu Baal av Arwad med 200 soldater.
- Stadsstaten Usannata med 200 soldater.
- Kung Adunu Baal av Siyannu med okänt antal soldater (skriften för skadad för att tydas).
- Kung Gindibu av Qedarkonfederationen (arabiska stammar) med 1,000 kamelryttare.
- Kung Ba'asa av Ammon med 100 soldater.

## Slaget
Salmanassars skrifter påstår att hans soldater dräpte 14,000 fiender under slaget, att det var en stor seger för Assyrien och att de tog flera stridsvagnar och hästar som krigsbyte. Texten går sedan in i detalj på hur hans armé krossade fiendealliansen. Dock är de kungliga assyriska skrifterna från perioden notoriskt opålitliga. De erkänner aldrig ett nederlag och tar ibland tidigare slag och tillskriver dem till Salmanassar. Om Salmanassar vann i slaget vid Karkar resulterade det i alla fall inte i vidare assyriska erövringar i området och de assyriska källorna berättar om flera kampanjer i området efter slaget. Vid sex av dem var kung Hadadezer med och stred mot Salmanassar och vid två tillfällen deltog även Irhuleni. Ingen av kungarna i alliansen verkar ha förlorat sina liv eller sin krona under slaget och Hadadezer fortsatte vara kung fram tills 841 f.Kr. Achav av Israel blev den mest kortlivade då han stupade i ett orelaterat slag strax efter slaget vid Karkar. 